# Francheville (Orne)
Francheville is een gemeente in het Franse departement Orne (regio Normandië) en telt 121 inwoners (2005). De plaats maakt deel uit van het arrondissement Argentan.

## Geografie
De oppervlakte van Francheville bedraagt 9,4 km², de bevolkingsdichtheid is 12,9 inwoners per km².
De onderstaande kaart toont de ligging van Francheville (Orne) met de belangrijkste infrastructuur en aangrenzende gemeenten.

## Demografie
Onderstaande figuur toont het verloop van het inwonertal (bron: INSEE-tellingen).
1. ↑  Populations de référence 2022.